# Asparagus lycopodineus
Asparagus lycopodineus är en sparrisväxtart som först beskrevs av John Gilbert Baker, och fick sitt nu gällande namn av Fa Tsuan Wang och Tang. Asparagus lycopodineus ingår i släktet sparrisar, och familjen sparrisväxter. Inga underarter finns listade i Catalogue of Life.